# Phaeoclavulina
Phaeoclavulina Brinkmann – rodzaj grzybów z rodziny siatkoblaszkowatych (Gomphaceae).

## Charakterystyka
Grzyby klawarioidalne, saprotrofy, dawniej zaliczane do rodzaju Ramaria, później włączone do odrębnego rodzaju. Rodzaje te mają podobną budowę morfologiczną, różnią się obecnością lub brakiem sprzążek na strzępkach i ornamentacją zarodników. Zarodniki Phaeoclavulina są kolczaste, brodawkowate, nieco grzbieciste lub siatkowate, owocniki mają kształt wachlarzowaty, lejkowaty lub koralowaty.

## Systematyka i nazewnictwo
Pozycja w klasyfikacji według Index Fungorum
Gomphaceae, Gomphales, Phallomycetidae, Agaricomycetes, Agaricomycotina, Basidiomycota, Fungi.
Synonimy
Chloroneuron Murrill 1911, Chlorophyllum Murrill 1910.
Gatunki występujące w Polsce
- Phaeoclavulina abietina (Pers.) Giachini 2011 – tzw. koralówka zielonawa
- Phaeoclavulina corrugata (P. Karst.) J.H. Petersen 2018 – tzw. koralówka pomarszczona
- Phaeoclavulina decurrens (Pers.) J.H. Petersen 2018[4]
- Phaeoclavulina eumorpha (P. Karst.) Giachini 2011 – tzw. koralówka sosnowa
- Phaeoclavulina flaccida (Fr.) Giachini 2011 – tzw. koralówka zwiędła
- Phaeoclavulina myceliosa (Peck) Franchi & M. Marchetti 2018[4]
- Phaeoclavulina ochracea (Bres.) Giachini 2011

Nazwy naukowe na podstawie Index Fungorum. Wykaz gatunków i nazwy polskie według Władysława Wojewody i innych.